# Singuerlín (metrostation)
Het station Singuerlín van Lijn 9 van de Metro van Barcelona geeft aansluiting op de wijk Singuerlín in de gemeente Santa Coloma de Gramenet.
Het station werd op 13 december 2009 geopend. Het station heeft een ingang, op de Plaza de la Sagrada Familia, een plein omgeven door de carrer de Santiago Rusiñol, de avinguda de Catalunya en de passatge de Salvatella. De perrons liggen in dubbeldekkerprofiel onder mekaar, met het laagste niveau op 54 m. onder het straatniveau.
Lijn 9 Zuid
Aeroport T1 · Aeroport T2 · Mas Blau · Parc Nou · Cèntric · El Prat Estació · Les Moreres · Mercabarna · Parc Logístic · Fira · Europa-Fira · Can Tries - Gornal · Torrassa · Collblanc · Zona Universitària
Lijn 9 Noord
La Sagrera · Onze de Setembre · Bon Pastor · Can Peixauet · Fondo · Santa Rosa · Església Major · Singuerlín · Can Zam